# Ayşe Tezel
Ayşe Tezel (nacida el 19 de septiembre de 1980) es una actriz turca británica que hizo su debut en dos episodios del programa de televisión neozelandés Shortland Street en abril de 2002. Ha actuado en varias series de televisión y largometrajes rodados en Nueva Zelanda y Australia, donde puede que sea más conocida por sus papeles en Meet Me in Miami (2005) y Court of Lonely Royals (2007). Después de una ausencia de siete años del cine y la televisión, apareció en dos episodios de Shortland Street en julio de 2021, como un personaje diferente a su aparición de 2002.

## Biografía
Tezel nació en Londres. Tomó su primera lección de ballet cuando tenía tres años y se matriculó en teatro de repertorio cuando tenía ocho.
Tezel se mudó a Sídney, Australia en 2004 y obtuvo papeles en las películas Gene-X y Court of Lonely Royals. Después de esto, volvió a Londres para estudiar actuación de método y actuó en la película London Thing y la serie de Internet Conquering Demons, Manhattan Money y varios cortometrajes.

## Actuación de voz
Tezel ha realizado actuaciones de voz para múltiples comerciales, incluyendo OK! Magazine, Path of Exile, The Beverly Hills Hotel, Sheilas' Wheels, Barclays Bank y Air New Zealand.

## Filmografía

### Películas
| Año  | Título                         | Papel           | Notas        |
| ---- | ------------------------------ | --------------- | ------------ |
| 2005 | Wong Cha Cha                   | Ana Tirana      | Cortometraje |
| 2005 | Meet Me in Miami               | Annie           |              |
| 2006 | Gene-X                         | Casey Gordon    |              |
| 2006 | Court of Lonely Royals         | Hunter Thompson |              |
| 2010 | Other Side of the Game         | Claudia Cohen   |              |
| 2012 | Sione's 2: Unfinished Business | María           |              |
| 2013 | Black Dog                      | Victoria        | Cortometraje |

### Televisión
| Año  | Título                                     | Papel                | Notas                                                          |
| ---- | ------------------------------------------ | -------------------- | -------------------------------------------------------------- |
| 2002 | Shortland Street                           | Melody Goodall       | 2 episodios                                                    |
| 2012 | Go Girls                                   | Bex Boskovich        | "Consequences", "Two Trolls"                                   |
| 2012 | Emilie Richards – Spuren der Vergangenheit | Kristin              | Película de televisión                                         |
| 2012 | Path of Exile                              | The Scion (voz)      | Videojuego                                                     |
| 2013 | spartacus: War of the Damned               | Canthara             | "Spoils of War", "Mors Indecepta"                              |
| 2013 | The Blue Rose                              | Hannah Dobson        | "The Night Has Opened My Eyes", "Girl Afraid", "Hand in Glove" |
| 2013 | Nothing Trivial                            | Aphrodelle Presenter | "Around 100 New Zealanders Do What Every Day?"                 |
| 2021 | Shortland Street                           | Rebecca Hula         | 2 episodios                                                    |